# 中国属灵需要的呼声

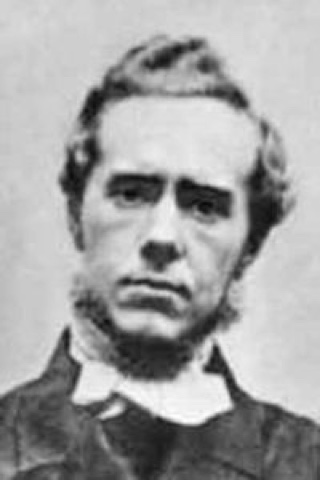
戴德生，1865年

《中国属灵需要的呼声》（英语：China's Spiritual Need and Claims）是由中国内地会创始人戴德生在1865年10月所写的一本书。这是19世纪基督教对中国传教史中最重要的著作之一。它是戴德生生活与工作的一份宣言，详细指出向中国传教的更正教传教士的严重缺乏。该书在30年间重印了数次，推动了欧洲、北美洲、澳大利亚和新西兰无数的基督徒志愿前往东亚地区传教。《中国属灵需要的呼声》促成了自从保罗时代之后最为广泛的福音运动。司布真在1879年说道：
|  | 中国、中国、中国，这个词现在还以戴德生先生说出的，特别的、特有的、悦耳的、极具说服力的、独特的方式，在我们的耳中环绕。 |

很快，大西洋两岸的教会都受到了这本书的影响。